# Jean Bertrand (Bischof)
Jean Bertrand († vermutlich März 1365) war von 1341 bis 1342 Bischof von Lausanne und anschließend bis zu seinem Tode Erzbischof von Tarentaise.

## Leben
Jean war der Sohn von Jean de Brussol, einem Edelmann aus Moûtiers im Tarentaise. Er war 1336 Domherr und Schatzmeister des Erzbistums Tarentaise, 1337 Domherr in Lausanne. Er wurde 1341 zum Bischof von Lausanne gewählt, jedoch schon im Folgejahr zum Erzbischof von Tarentaise ernannt.